# گئورگی گئورگیانتس
گئورگی گراسیمیگئورگیانتس (ارمنی: Գեորգի Գերասիմի Գեորգիյանց؛ زادهٔ ۲۴ ژوئن ۱۹۱۲ - درگذشته ۲۱ مارس ۲۰۰۹) هنرمند رقص باله اهل ارمنستان بود. وی بین سال‌های - تا - میلادی فعالیت می‌کرد.

## زندگی‌نامه
وی در ۲۴ ژوئن ۱۹۱۲ در آستراخان یا مخاچ‌قلعه به دنیا آمد و از آکادمی رقص باکو (۱۹۳۸) فارغ‌التحصیل گشت. وی در تئاتر آکادمیک اپرا و باله ساراتووف، تئاتر بزرگ آکادمیک علی‌شیر نوایی تاشکند و آکادمی ملی اپرا و تئاتر باله آذربایجان، تالار آکادمی ملی اپرا و باله آلکساندر اسپنداریان فعالیت می‌کرد. وی برنده جوایزی همچون هنرمند شایسته ارمنستان شوروی (۱۹۴۶) است. وی در ۲۱ مارس ۲۰۰۹ در سن ۹۶ سالگی در ایروان درگذشت.

## یادداشت
1. ↑  Բաքվի պարարվեստի ուսումնարան